# El Marsa (Saara Ocidental)

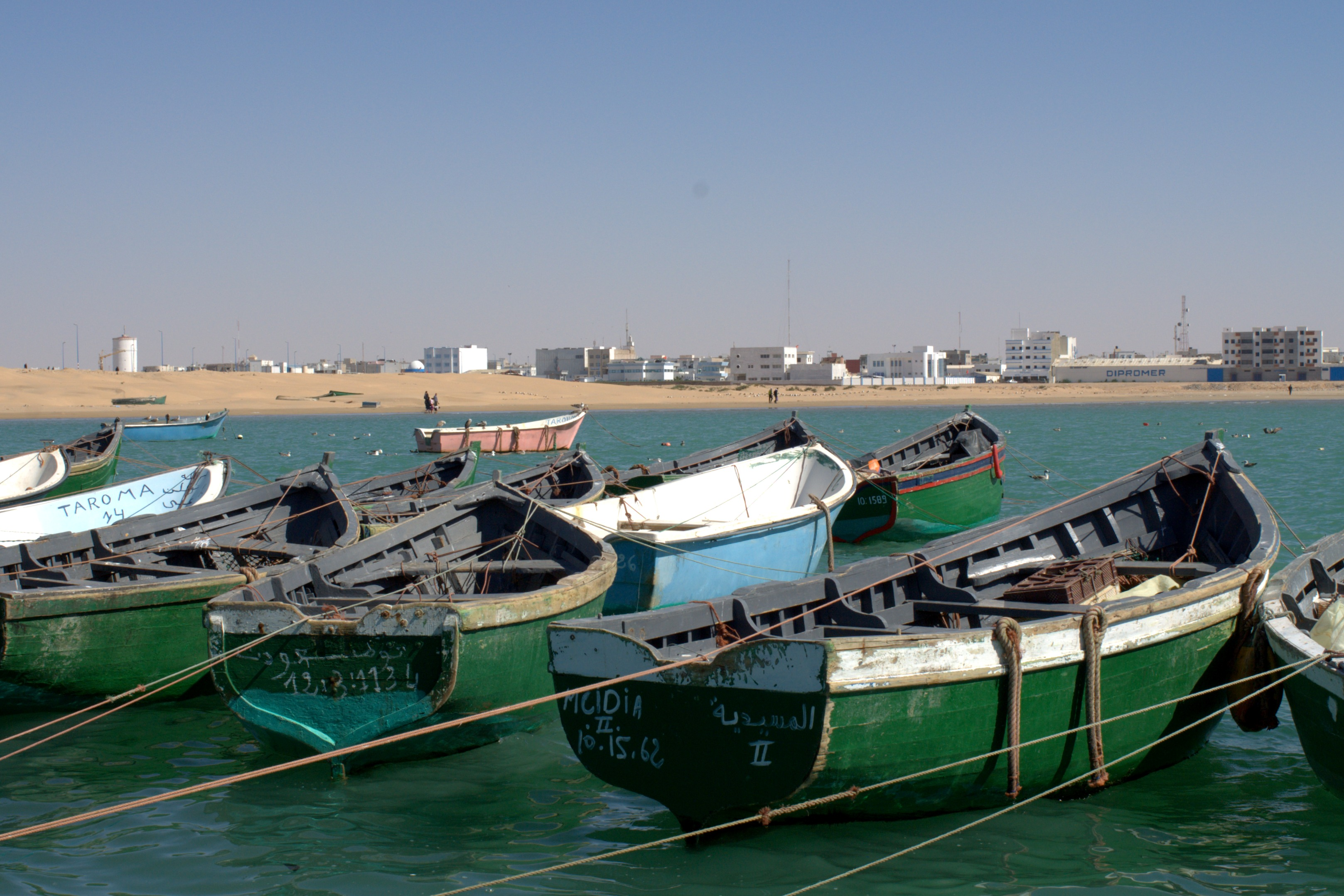
Porto pesqueiro de El Marsa

El Marsa é uma cidade e município portuário localizada no Saara Ocidental, a oeste de El Aiune. Pertence à província de El Aiune, região de El Aiune-Saguia el Hamra. Em 2014, a sua população era de 17.917 habitantes. É a segunda maior cidade da província, atrás da capital regional El Aiune e a terceira da região.
Nota: A cidade pertence ao Saara Ocidental, um território onde a legitimidade da administração marroquina não é reconhecida por muitos países nem pela Organização das Nações Unidas.
O porto de El Marsa (conhecido como Laayoune Plage), localizado a 25 km de El Aiune, é um porto polivalente. Construído em 1987, assegura a maior parte do comércio da região. Este porto é responsável por 5% do tráfego de mercadorias (exportação de fosfato) e 30% do pescado de Marrocos. El Marsa é servida pela N1, autoestrada principal do Marrocos, que também vai para o Saara Ocidental, onde está o último povoado ao sul até o Cabo Bojador.

## Demografia
O crescimento demográfico do município ao longo dos anos é a seguinte:
| 2014   | 2004   |
| ------ | ------ |
| 17 917 | 10 229 |